# Phoenix (Nova York)
Phoenix és una població dels Estats Units a l'estat de Nova York. Segons el cens del 2000 tenia 2.251 habitants.

## Demografia
Segons el cens del 2000, Phoenix tenia 2.251 habitants, 959 habitatges, i 578 famílies. La densitat de població era de 762,4 habitants per km².
Dels 959 habitatges en un 33,4% hi vivien nens de menys de 18 anys, en un 39,7% hi vivien parelles casades, en un 17% dones solteres, i en un 39,7% no eren unitats familiars. En el 33,6% dels habitatges hi vivien persones soles el 17,1% de les quals corresponia a persones de 65 anys o més que vivien soles. El nombre mitjà de persones vivint en cada habitatge era de 2,34 i el nombre mitjà de persones que vivien en cada família era de 2,98.
Per edats la població es repartia de la següent manera: un 27,2% tenia menys de 18 anys, un 8,4% entre 18 i 24, un 29,2% entre 25 i 44, un 21,3% de 45 a 60 i un 13,9% 65 anys o més.
L'edat mediana era de 36 anys. Per cada 100 dones de 18 o més anys hi havia 80,5 homes.
La renda mediana per habitatge era de 30.199 $ i la renda mediana per família de 36.442 $. Els homes tenien una renda mediana de 29.542 $ mentre que les dones 22.412 $. La renda per capita de la població era de 16.434 $. Entorn del 9,6% de les famílies i el 13,2% de la població estaven per davall del llindar de pobresa.